# نیوهیون (ایندیانا)
نیوهیون، ایندیانا (به انگلیسی: New Haven, Indiana) یک شهر در ایالات متحده آمریکا با جمعیت ۱۴٬۷۹۴ نفر است که در ایندیانا واقع شده‌است.

## موقعیت جغرافیایی
موقعیت جغرافیایی شهرها و مناطق اطراف به شرح زیر است: